# MacKenzie Scott
MacKenzie Scott Tuttle, tidigare Bezos, född 7 april 1970 i San Francisco, Kalifornien, är en amerikansk författare och filantrop.
Hon växte upp i en familj i San Francisco, där fadern var finansplanerare och modern hemmafru. Hon studerade engelska på Princeton University med en kandidatexamen 1992. Bland annat studerade hon skrivande för Toni Morrison.
Scott började 1992 arbeta på en hedgefond i New York, där hon träffade företagsdirektören Jeff Bezos. Paret gifte sig 1993 och flyttade 1994 till Seattle, där de grundade Amazon. Hon svarade till att börja med för företagets ekonomiförvaltning, men övergick så småningom till författarskap. Hon debuterade 2005 med The Testing of Luther Albright.
Paret har fyra barn. MacKenzie och Jeff Bezos meddelande i januari 2019 att de avsåg att skilja sig.
Den amerikanska ekonomitidskriften Forbes rankade Scott till att vara världens 20:e rikaste med en förmögenhet på 61 miljarder amerikanska dollar för den 29 april 2021. Hon har sagt att hon ska skänka bort stora delar av sin förmögenhet till välgörenhet som en del av Warren Buffet och Bill Gates Giving Pledge-kampanj.